# Kecubung
Kecubung is een bestuurslaag in het regentschap Nganjuk van de provincie Oost-Java, Indonesië. Kecubung telt 3371 inwoners (volkstelling 2010).